# شعم
 شعم  نام شهرک بزرگی است از توابع امارت رأس‌الخیمه یکی از امارات هفتگانه دولت امارات متحده عربی در شبه جزیره عربستان...این شهرک روی تپه‌ای در پایهٔ رشته کوه‌های سر بفلک کشیدهٔ کوه حجر قرار دارد، بطوری که از سه طرف کوه آن را احاطه نموده‌است. «شهرک شعم» در ۴ کیلومتری شمال روستای تاریخی جلفار، و در ۶ کیلومتری جنوب دهستان کوهستانی الرمس و دهستان الجیر واقع می‌باشد.

## نام‌گذاری
نامیدن این منطقه به «شعم» به دلیل وجود یک نوع ماهی است که به در میان ساکنان منطقه به نام «ماهی شعم» مشهور است. بیشتر ساکنان منطقه شعم از قبائل شحوح و قبیله حبوس هستند.

## مشخصات جغرافیایی
براساس اطلاعات موجود شهرک (شعم) در ۵۱ درجه و ۲۷ دقیقه عرض شمالی، و ۵۴ درجه و ۱۳ دقیقه طول شرقی از نصف‌النهار مبدأ واقع شده‌است. ارتفاع متوسط این شهرک از سطح دریا ۵۰متر است، و در کرانهٔ جنوبی خلیج فارس واقع شده‌است. این منطقه از طبیعت خاصی برخوردار است. از سه جهت کو ه‌های سر بفلک کشیده در رشته کوهای حجر، در پایهٔ این کوه‌ها دشت‌های گسترده أی و صحراهای رملی وجود دارد که مملوه‌است از در ختان کوهستانی مانند: سلم، سمر، کُنار، کُور، کِرت ..است که برزیبایی این دهستان کوهستانی افزوده‌است. همچنین اطراف دهستان باغ‌هایی از نخل خرما احاطه نموده‌است. در میان دشت‌ها چراگاه‌هایی وجود دارد که مرتعی بسیار مناسب برای شترداران و گوسفندداران منطقه‌است....

## جمعیت
جمعیت شهرک  شعم  در حدود ۶۰۰ نفر می‌باشند، که از اهل سنت و حنبلی مذهب هستند. شغل عمدهٔ مردم کشاورزی و دامداری و ماهی‌گیری است، همچنین گروهی از اهالی روستا دارای کشتی‌های هستند که گاه وقتی سفر ی کوتاه مدت به هندوستان و سلطنت عمان می‌کنند....

## فهرست منابع و مآخذ
- دکتر:التدمری، جلال، احمد، (تاریخ جلفار) ، دار القلم: کویت، چاپ سوم، انتشار سال ۱۹۸۱ میلادی. (به عربی).
- محمدیان، کوخردی، محمد، “ (الإمارات عبر التاریخ) “، ج۱. سال انتشار ۲۰۰۸ میلادی به (عربی).
- دکتر:ادوارد، هندرسون، “ (ذکریات عن دولة الإمارات و سلطنة عمان) “، چاپ موتیف ایت للنشر، مطبعة راشد، عجمان ۱۹۸۸.